# Siegfried Englert

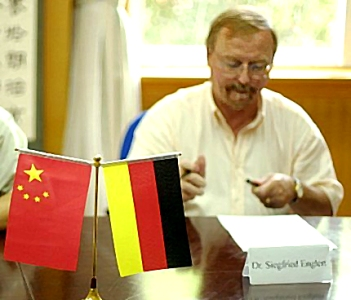
Englert als Verhandlungsführer in Fujian

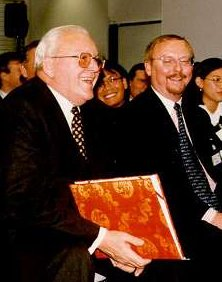
Englert, Herzog im Ostasieninstitut

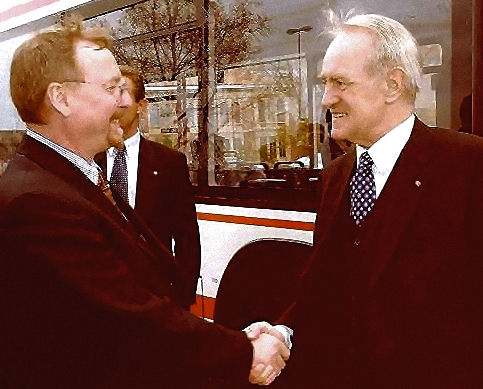
Englert, Rau vor dem Ostasieninstitut

Siegfried Englert (* 1947 in Worms) ist ein deutscher Sinologe. Er war Professor am Ostasieninstitut der Hochschule Ludwigshafen am Rhein und war Staatssekretär im Wirtschaftsministerium des Landes Rheinland-Pfalz.

## Leben
Geboren 1947 in Worms, absolvierte Englert ab 1954 die Grundschule in Zweibrücken und ab 1959 das Gymnasium in Worms. Während dieser Zeit verbrachte er als Austauschschüler neun Monate in Frankreich, sechs Monate in England und sechs Monate in Japan. Ab 1967 absolvierte er seinen Wehrdienst. Englert studierte ab 1969 an der Universität Heidelberg Sinologie. Einen Teil seines Studiums verbrachte er als Austauschstudent in den USA und auf Taiwan sowie als Stipendiat an der Peking-Universität. 1977 folgte die Promotion zum Dr. phil. an der Universität Heidelberg.
Als wissenschaftlicher Assistent am Sinologischen Seminar der Universität Heidelberg betreute er im Jahr 1980 die ersten Gruppen von Stipendiaten aus der Volksrepublik China, die zum Studium in die Bundesrepublik Deutschland kamen. 1981 initiierte er die Partnerschaft der Universität Heidelberg mit dem Fremdspracheninstitut Shanghai (heute: Shanghai International Studies University).
1989 begründete Siegfried Englert in Ludwigshafen den Studiengang Marketing Ostasien (seit 1997 Ostasieninstitut), ein Pilotprojekt, das als erstes das Studium der Betriebswirtschaftslehre und der chinesischen Sprache und Kultur kombinierte. Ebenfalls 1989 führte er die Verhandlungen, die zur Partnerschaft zwischen Rheinland-Pfalz und der chinesischen Provinz Fujian führte. 1995 wirkte er in gleicher Funktion bei der Städtepartnerschaft zwischen Neustadt an der Weinstraße und Quanzhou in der Provinz Fujian mit.
1996 ließ sich Englert beurlauben, um in Peking die erste Niederlassung der SAP AG in China aufzubauen. Seit dieser Zeit bis zum Jahr 2006 war er auch Kurator der Klaus Tschira Stiftung gGmbH in Heidelberg. Von 2006 bis 2011 war Englert als Staatssekretär im Ministerium für Wirtschaft, Verkehr, Landwirtschaft und Weinbau Rheinland-Pfalz in Mainz tätig. Er ist ehrenamtlicher Beauftragter für internationale Zusammenarbeit des Landes Rheinland-Pfalz.
Englert war Vorsitzender des DRK-Kreisverbands Worms.
Siegfried Englert ist verheiratet mit der Sinologin und Autorin Barbara Schmitt-Englert.

## Schriften
- Materialien zur Stellung der Frau und zur Sexualität im vormodernen und modernen China. Frankfurt am Main: 1980 (Dissertation); ISBN 3-88129-303-5
- Der Dom zu Worms. Worms: Kath. Propsteipfarramt Dom St. Peter, 2. Aufl. 1986.
- 100 x China (zusammen mit dem Geografen Gert Grill); ISBN 3-411-01719-8
- Stadt über dem Meer (zusammen mit dem Historiker Folker Reichert); ISBN 3-920431-35-9
- Ganz allmählich (Festschrift für Günther Debon). ISBN 978-3-920431-62-8
- Quanzhou – Versuch einer Annäherung. Annweiler: Plöger Medien, 2012; ISBN 978-3-89857-269-9
- 走近泉州 (Zǒujìn Quánzhōu, Annäherung an Quanzhou, übersetzt von Zhu Yufang). Shanghai: Wenhua Chubanshe, 2013. ISBN 978-7-5535-0079-9
- Die Provinz Fujian in der VR China (zusammen mit Dai Yi 戴毅). Annweiler: Plöger, 2013. ISBN 978-3-89857-289-7